# Les 7 Magiciens
Les 7 Magiciens est un jeu vidéo éducatif développé par Philippe Baroin, édité par To-Tek et Vifi International en 1984 sur ordinateurs Thomson MO5 et TO7.

## Système de jeu
Présenté comme un jeu d'aventure dans un univers médiéval fantastique, où le joueur doit affronter 7 magiciens et acquérir 6 diamants pour obtenir la main de la princesse du Pays Bleu, le titre est en réalité une suite de mini-jeux d'action testant les réflexes ou la mémoire, destiné aux plus jeunes, : 
- Le tapis volant demande d'estimer la vitesse de déplacement du tapis pour pouvoir l'atteindre, du haut d'un château fort.
- Le tir au canon où il faut abattre la bannière ennemie en réglant la puissance du canon et l'angle de tir.
- La chasse aux sorcières est un jeu de mémoire qui consiste à retrouver sur un damier les sorcières dont on a aperçu l'emplacement pendant un court instant.
- L'arbre magique dont il faut faire tomber les fruits en prolongeant ou écourtant les vibrations.

## Accueil
Tilt juge le jeu ennuyeux, incompréhensible et « à éviter », considérant ce type de « pseudo aventure/action » comme une tromperie sur la marchandise. Microtom regrette que la lecture du manuel soit impérative pour comprendre le fonctionnement des épreuves, mais trouve le jeu très amusant une fois les règles assimilées, et apprécie les graphismes très colorés.
Le jeu se fait connaître lorsqu'une version personnalisée par son programmeur, Philippe Baroin, basée sur la séquence du tapis volant est utilisée comme épreuve du jeu télévisé Microludic, diffusé sur TF1 en 1984.